# Firenze történelmi központja
Firenze történelmi centruma 1982 óta az UNESCO kulturális Világörökségének része. Legtöbb fennmaradt építménye, műemléke a 14-16. századból, a reneszánsz trecento, quattrocento, cinquecento időszakából származik. A látnivalók többsége a középkori városfalak által határolt területen belül helyezkedik el.

## Látnivalói

### Dóm tér

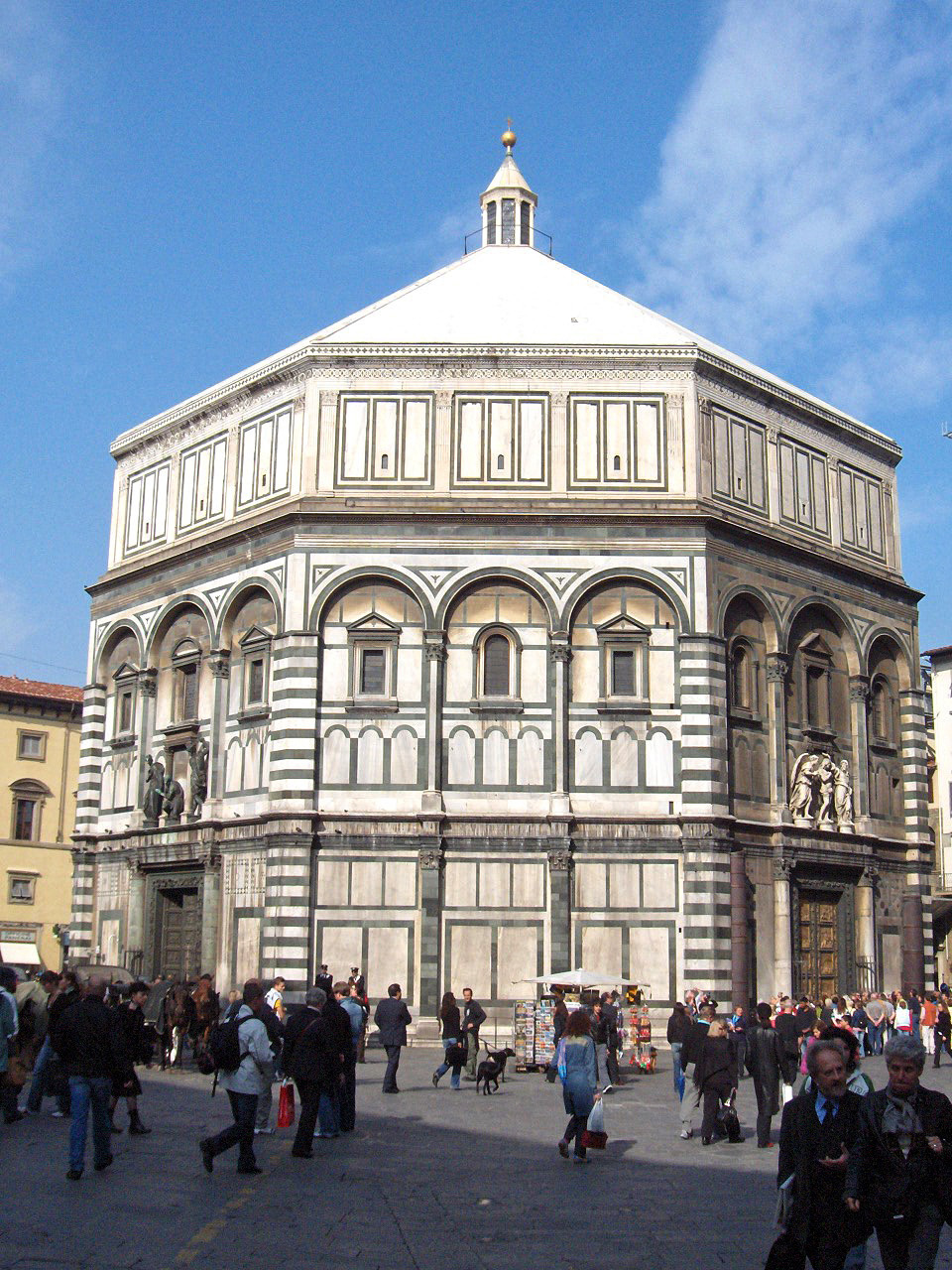
Battistero a Piazza Duomón

- Szent János-keresztelőkápolna, olaszul Battistero di San Giovanni Battista, nyolcszögű kupolás épület, külső falain különböző színű márványlapokból álló díszítéssel. Római alapokon épült, többszöri átépítés után 1150-ben fejezték be. A 14-15. században kapta három bronzajtaját; ezek közt a legrégibb Andrea Pisanótól (1330) származik. Északi és keleti kapuját 1403-1452 között Lorenzo Ghiberti  alkotta.  Michelangelo mondása szerint a keleti kapu megérdemelné, hogy a mennyország kapuja legyen.
- Firenzei dóm, olaszul Santa Maria del Fiore. A székesegyházat 1294-ben néphatározat alapította. Az építést eleinte Arnolfo di Cambio, később Giotto vezette. 1357-ben az eredeti tervet kibővítették. A gótikus székesegyházat a 16. század közepén kezdték építeni. Brunelleschi 1420-ban átvette a munkát, ekkor készen volt a hosszház, a boltváll magasságáig a kupolatér, ő a kupolát készítette el. 40 métert meghaladó fesztávolságú, nyolcszög-alaprajzú tér fölé kettős héjú kolostor boltozat emelkedik. Szerkezete még gótikus. Vannak újszerű szerkezeti, építéstechnikai jellegzetességei is. A vastagabb belső héjban 64 rejtett, spirálvonalban felfelé haladó bordát hozott létre, így a kupola szerkezete önhordó lett, nem kellett aláállványozni a teljes építkezés ideje alatt. 1436-ban szentelték fel. A templom 169 méter hosszú, 104 méter széles, kupolája a laternával 107 méter magas. Homlokzatát 1887-ben leplezték le. Belseje meglehetősen komor, de több gyönyörű festmény és síremlék ékesíti. A kupola belsejét Vasari freskói díszítik. Fából készült, külsejét pedig cseréppel borították be.
- Campanile di Giotto azaz Giotto harangtornya - 1334-ben készült a 84,7 méteres, gótikus harangtorony, melyet márványberakás fed. A köznép építője után, ma is Giotto tornyának hívja. Építését teljesen csak 1387-ben fejezték be. Nyugati oldalát Donatello szobrai, többi közt a híres Zuccone (Dávid szobra), déli és északi oldalát Giotto és Andrea Pisano szép reliefjei ékesítik.
- Museo dell'Opera del Duomo – Az Opera del Duomoban őrzik az 1891-ben megnyitott Museo del Duomot, a székesegyházból való régiségeket, többek közt a Luca della Robbiától és Donatellótól származó éneklő és táncoló fiúk és lányok csoportjait s más domborműveket, szobrokat, ötvöstárgyakat.

A Via Cavouron, a Dóm közelében:
- Palazzo Medici-Riccardi: Michelozzo di Bartolomeo (1396-1472) kezdte el a Medici-palota építését, mely 1444-1459 között készült el. A palotát a 17. században kétszeresére bővítették, s ekkor vált belőle Palazzo Medici-Ricardi. A kora reneszánsz típusú épület, annak is egyik első példája. Homlokzata kváderkövekből épült, párkányok által tagolt, monumentális hatású. Újszerű oszlopos,  árkádos udvara.

### Piazza della Signoria

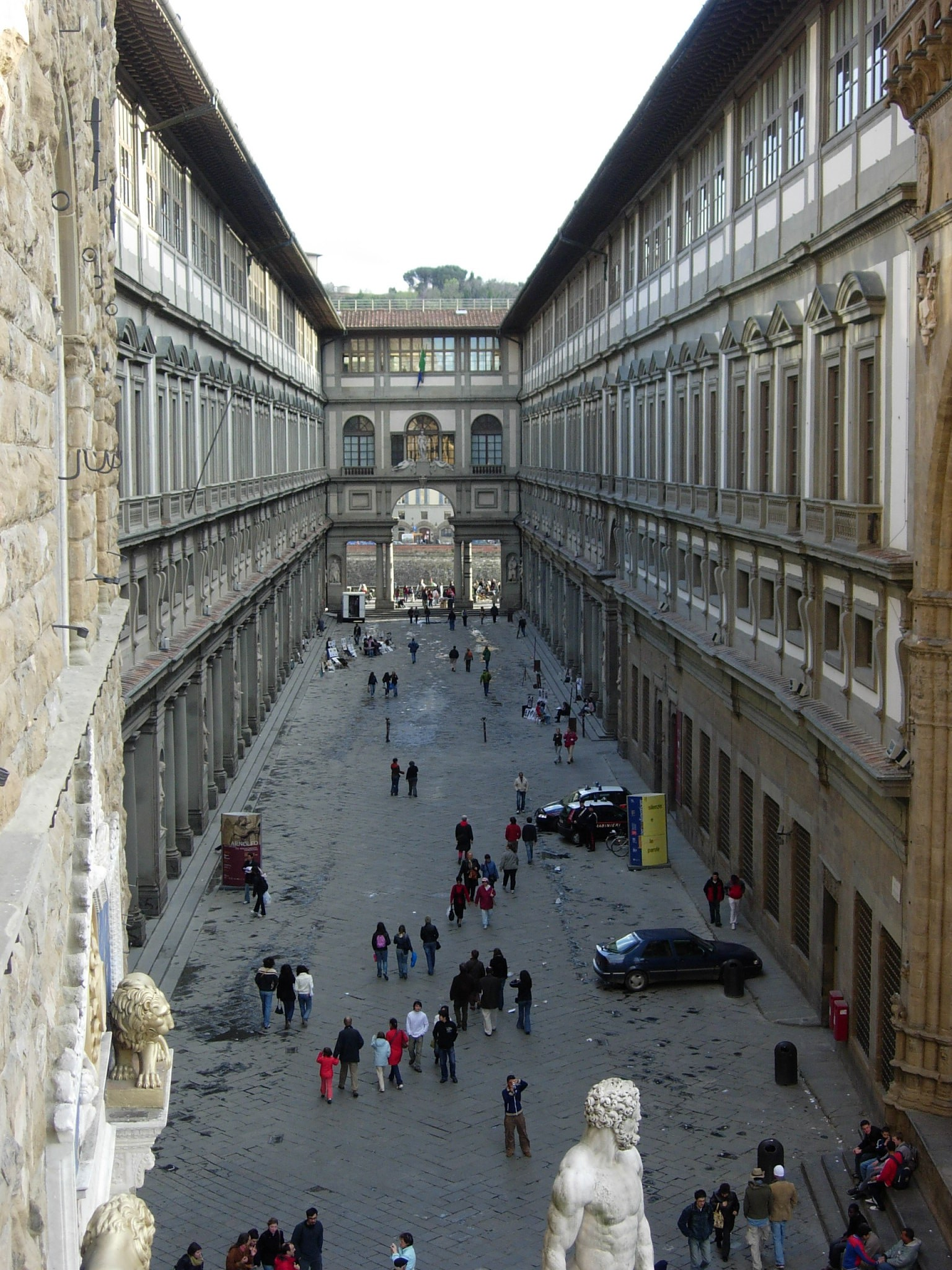
Ufizzi-palota

A városi élet középpontja, egykor a köztársaság fóruma volt, mostani alakjában a 14. század óta népgyűlések, ünnepek színhelye. 1498. május 23-án itt állt az a máglya is, melyen Savonarolát és vele együtt két dominikánust elégettek.
- Palazzo Vecchio: ma a Városháza, de eredetileg a Signoriának, a köztársasági kormánynak, később I. Cosimo nagyhercegnek a székhelye volt. Várszerű épület magas pártázattal. 1298-ban Arnolfo di Cambio kezdte építeni. 94 méter magas tornya csak a 15. században készült el teljesen.
- Neptun-kút: nagy manierista stílusú kút Ammannatitól (1575) Neptunusszal, a tritonokkal  és négy tengeri istennővel, Giovanni da Bologna iskolájából.
- I. Cosimo de’ Medici lovas szobra: A Neptun-kút mellett áll I. Cosimo nagyherceg pompás lovas szobra 1594-ből Giovanni da Bolognától.
- Palazzo Uguccioni: A szoborral szemben a Palazzo Uguccioni szép reneszánsz épülete látható.
- Loggia dei Lanzi: A tér déli szögletében álló pompás, nyílt csarnok, amely nevét I. Cosimo német Landsknechtjeitől kapta; eredetileg mint Loggia dei Signori. 1356-76-ban épült Andrea Orcagna tervei nyomán.
- Uffizi-palota (Palazzo Uffizi): A Palazzo Vecchio szögletén az Arno felé áll. 1560-tól 1574-ig Vasari építette kormányzati célokra. Jelenleg a Nemzeti Könyvtár (Biblioteca Nazionale), a Toscanai Központi Archívum és az Uffizi-képtár (Galleria degli Uffizi) helyezkedik el az épületben. Ez utóbbi a Mediciek gyűjteményeiből keletkezett; művészeti kincseit és gazdagságát tekintve egyike a világ első ilyen galériájának. Rafaello, Tiziano, Michelangelo, Dürer, Correggio képei; görög szobrok, a toscanai, a német iskola, a németalföldi festők, a velencei iskola kincseit mutatja be. A képtárt az Arno bal partján levő Pitti-palotával a Vasari-folyosó (Corridoio Vasariano)  köti össze, benne az Uffizi világhírű önarckép-gyűjteményével.

### Piazza Santa Croce
E tér nevét a Santa Croce-templomról kapta.
- Dante-szobor: Dante 7 méter magas állványon emelkedő 5,8 méteres márványszobra Pazzitól, amelyet 1865-ben lepleztek le.
- Santa Croce-templom: A templomot, homlokzatán kívül, 1442-ben fejezték be. Macchiavellinek, Michelangelonak, Dantenak, Alfierinek, Rossininek, Lanzinek és más híres firenzeiek síremlékei láthatók itt. A falain Giotto, Peruzziak, Taddeo Gaddi és egyéb kiváló művészeknek gyönyörű képei láthatók.
- Pazzi-kápolna (Capella Pazzi): A templom bejáratával szemben van, Brunelleschi építette 1420-ban. Az építész legfontosabb, a firenzei kora reneszánsz egyik legjelentősebb műve. Ezen az épületen alkalmazták először az "aranymetszés" elméletét. A Pazzi-család megbízásából épült a Santa Croce kolostor udvarán. Térrendszerének centruma a kupolatér, melyhez két oldalról csatlakozik egy-egy harántdongával kialakított térszakasz. A bejárattal szemben négyzetalaprajzú szentély-kápolna látható. Előtte oszlopos előcsarnok.
- Michelangelo háza (Casa Buonarroti): A tér közelében, a Via Buonarroti szögletén áll Michelangelo háza, a rá vonatkozó emléktárgyakkal, néhány ifjúkori művével és vázlataival.

### Piazza di San Lorenzo
A Medici-palotától bal oldalra indulva jutunk a térre.
- Giovanni delle Bande Nere szobra: 1540-ben készült alkotás a híres zsoldosvezérről.
- San Lorenzo bazilika (Basilica di San Lorenzo): A templomot 390-ben alapították és Szent Ambrozius 393-ban szentelte fel. 1425-ben Filippo Brunelleschi tervei szerint újjáépítették. A Medici-család megbízásából kezdte el a leégett templom renoválását, de nem volt ideje befejezni. Tervei szerint készült el a régi sekrestye, a Sagrestia Vecchia (Firenze), és a templom belső tere. Homlokzatának belső része már Michelangelo műve. Egyik mellékhajójában Benvenuto síremléke látható Thorwaldsentől; régi sekrestyéjében szépek Donatello dekorációi.
- Biblioteca Laurenziana: A templom szomszédságában őrzik a Medici Cosimotól 1444-ben  alapított, többek közt görög és latin klasszikusok igen értékes kézirataival (1000) rendelkező könyvtárat.
- Új Sekrestye (Sagrestia Nuova) és a Fejedelem-kápolna (Cappella dei Principi): A Lorenzo-templommal van összekötve a Medici-házból való nagyhercegek 1604-ben Matteo Nigetti által épített temetkező temploma. A kápolnát 1523-1529 között VII. Kelemen pápa megbízásából Michelangelo építette a Medici-család mauzóleumaként. Az épület egyszerű, négyszögletes, kupolás építmény, melyben Giuliano és Lorenzo Medicinek a síremléke található. Michelangelo az egészet nem fejezhette be, de architekturája és faragványai így is egyöntetűek.

### Piazza dell'Annunziata
Harmonikus hatású 15-16. századi, reneszánsz építészet városrendezési elképzeléseit sugárzó tér. A tér közepén I. Ferdinánd nagyherceg lovasszobra áll, Gianbologna alkotása, melyet Pietro Tocca fejezett be 1608-ban, tőle származnak a tér két oldalán lévő barokk izlést mutató szökőkutak is.
- Lelencház (Ospedale degli Innocenti): a tér délnyugati részét a Brunelleschi tervei szerint 1421-ben emelt épület  foglalja el. Sok ókori formaelemet használt fel, oszlopcsarnoka az első igazi reneszánsz homlokzat a művészettörténet szerint. Később az egész téren követték e mintát, és árkádos homlokzatokkal építették újjá az egész környezetet, reneszánsz teret alakítva ki.
- Santissima Annunziata-templom: a lelencház mellett áll az 1250-ben alapított, Andrea del Sarto freskóival díszített templom.

### Piazza San Marco
Az Annunziata térről a Via della Sapienza visz a San Marco-térre.
- Szent Márk-templom és kolostor (Chiesa di San Marco) 1290-ben alapított és a 16. században átalakított épület Fra Bartolommeo egy szép oltárképével és Pico della Mirandola síremlékével. A templomból be lehet jutni a San Marco-kolostorba, amelyet Fra Angelico da Fiesole freskói ékesítenek s amelyben Savonarola és Fra Bartolommeo is élt.
- Istituto di Studi Superiori: a tér keleti oldalán áll egy indiai, mineralógiai és geológiai gyűjteménnyel.
- Szépművészeti Akadémia (Accademia delle Belle Arti): a tér délkeleti szegletében áll a régibb firenzei mesterek időrendben elhelyezett képeivel, kupolás termében pedig Michelangelo Davidjával, amelyet a mester 1501-1504 között készített.

### Az Arno jobb partján

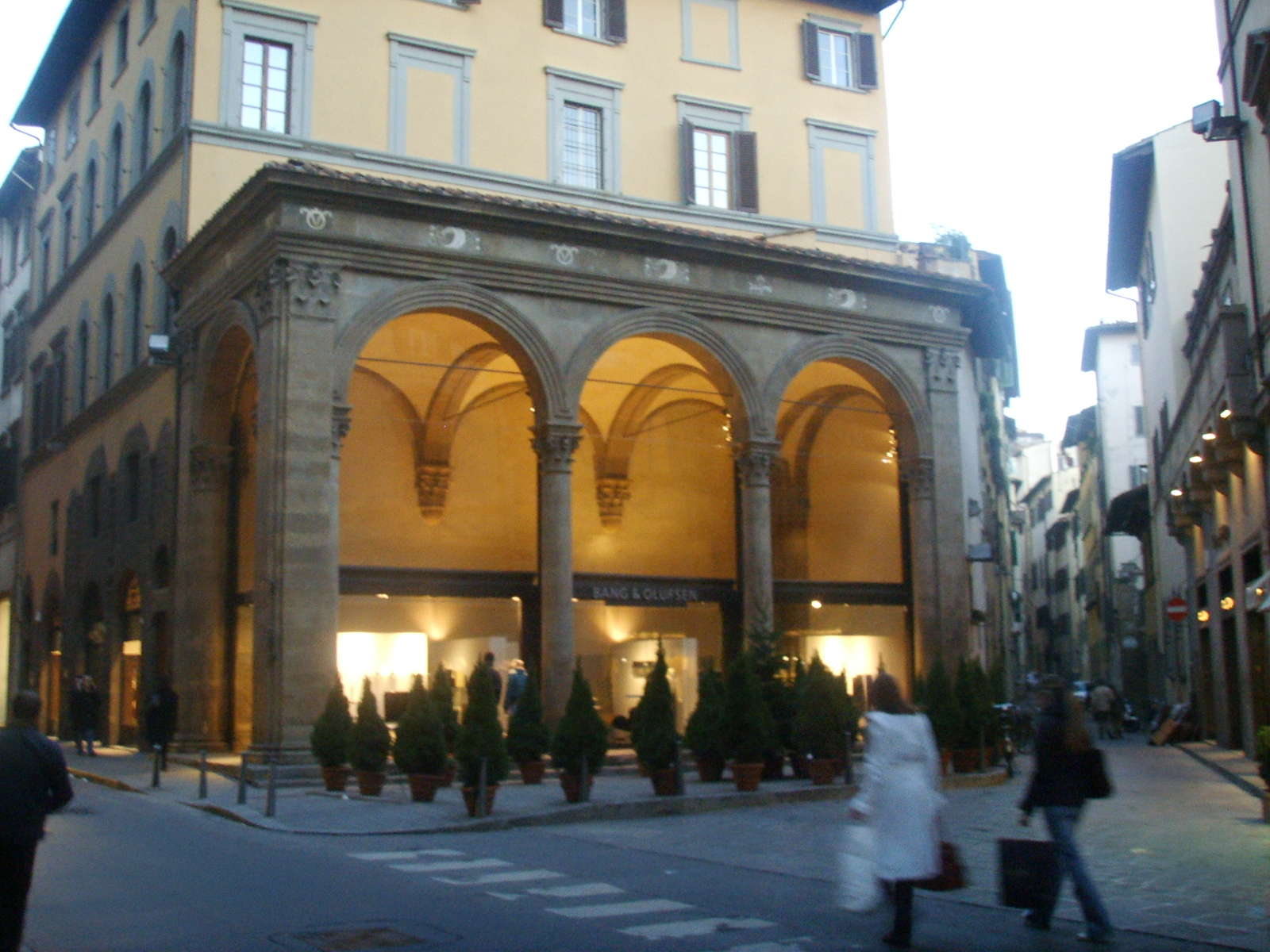
Rucellai-loggia

- Santa Maria Novella-templom (Chiesa di Santa Maria Novella): a Piazza di Santa Maria Novellán áll, szép márványhomlokzatokkal, pompás főportállal, Massachio és Ghirlandaio szép freskóival, a Capella degli Spagnuoliban Giotto tanítványainak festményeivel.
- Santa Trinita-templom (Chiesa di Santa Trinità): 1250-ből Benedetto da Rovezzano szép márványoltárával és Ghirlandaio freskóival.
- Palazzo Strozzi: 1489-ben készült reneszánsz épület, melynek építészéről nem tudni biztos adatot. Benedetto da Maiano szobrásznak vagy Giuliano da Sangallonak tulajdonítják. Koszorúpárkánya Cronaca munkája. Jellegzetessége, hogy kváderkövei minden emeleten egyre kevésbé kiugrók.
- Palazzo Rucellai: 1446-1451 között épült Alberti tervei szerint Bernardo Rossellino vezetésével. Homlokzatátt lapos félpillerek tagolják, kváderkövei azonban simák. Földszinti ablakai négyzetesek, a magasabb szinteken nagyobbak, félkörös záródásúak, kettős osztásúak. Nagy koszorúpárkánya van.
- Palazzo Corsini: képgyűjteménnyel.
- S. Salvadora d'Ognissanti-templom: 1554-ből Ghirlandaio egy freskójával.

### Az Arno bal partján
- Santo Spirito-bazilika (Basilica di Santo Spirito): háromhajós bazilika 1487-ből Sangallotól és Pollaiuolótól épített szép sekrestyével.
- Santa Maria del Carmine-templom (Chiesa di Santa Maria del Carmine): Masaccio egy gyönyörű képével, amely Szent Pétert ábrázolja, amint Krisztus parancsára a pénzt a vámszedőnek átadja.
- Galilei háza: a Museo di Fisica e di Storia Naturale épülete.
- Pitti-palota (Palazzo Pitti): olasz reneszánsz épület Firenze történelmi központjában. A palota építését 1440-ben Brunelleschi kezdte el Luca Pitti megbízásából. 1549-ben fejezték be a középső és a 18. században a szárnyépületeket. Arányaiban rejlik művészi hatása. A 16. századtól a tartomány fejedelmeinek, a 19. század végén illetve 20. század elején az olasz királynak szolgált lakásul, ha Firenzében tartózkodott. Benne kapott helyet a Galleria Pitti, amely Leopoldo és Carlo de Medici bíbornokoknak és II. Ferdinánd nagyhercegnek a gyűjteményéből áll. A körülbelül 500 darabból álló galéria egyike Olaszország legértékesebb ilyen jellegű gyűjteményeinek.

### További palotái
- Palazzo del Podesta vagy Bargello: amelyet 1255-ben kezdték építeni, 1859-1865 között teljesen restaurálták és a középkori és reneszánsz olasz régiségek gyűjteménye számára Nemzeti Muzeummá avatták, különösen bronz- és márványtárgyai kötik le a figyelmet.

### Hidak az Arno felett

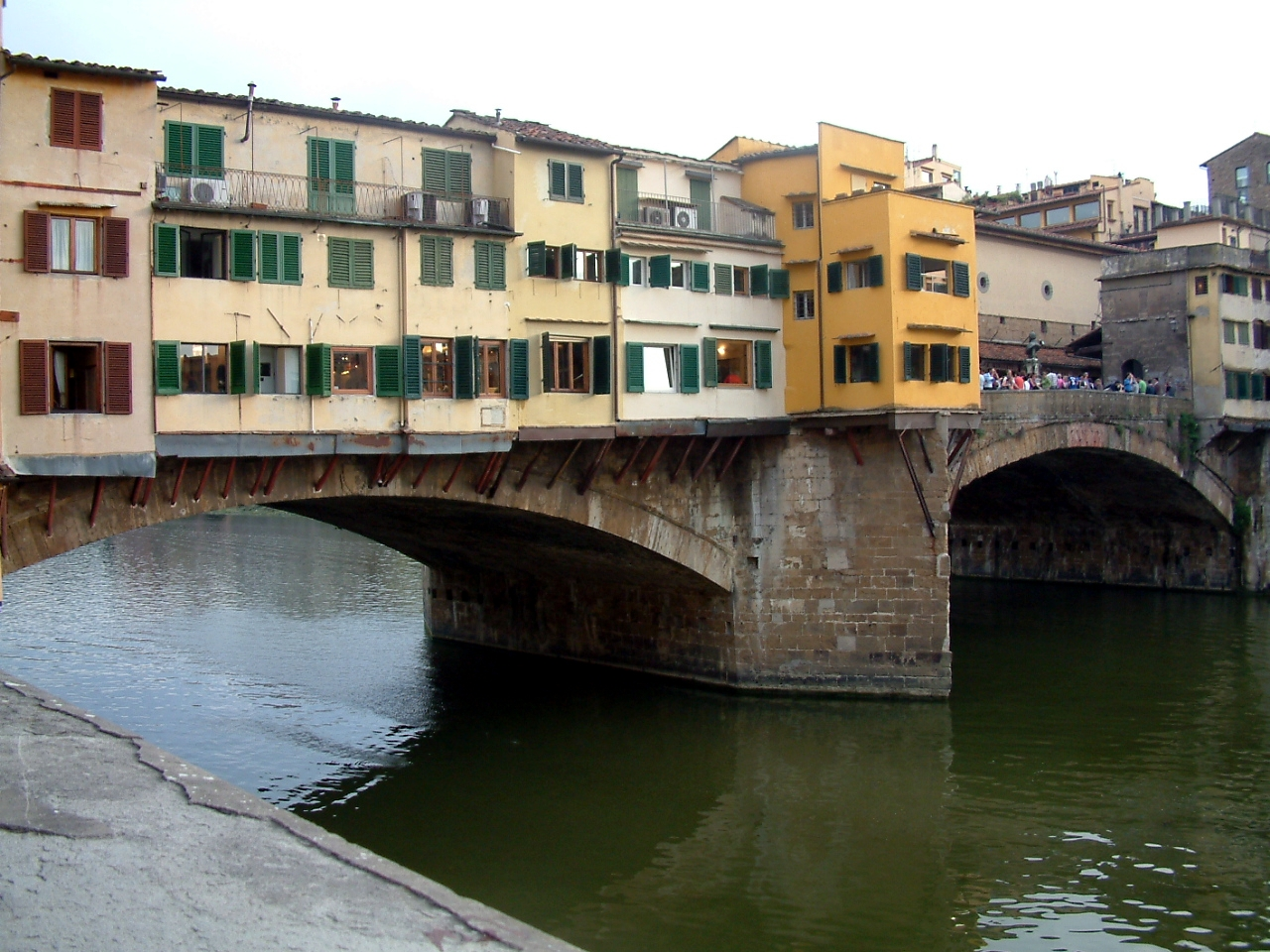
Ponte Vecchio

- Ponte Vecchio: Régi hídnak is hívják. Az Arnón átvezető híd a 16. században épült. Jellegzetességei – melyeknek hírnevét is köszönheti – a fecskefészekként oldalaihoz épített kis műhelyek, ahol ötvösök, aranyművesek dolgoztak és dolgoznak ma is.

További kisebb hídjai:
- Ponte Santa Trinita: a legszebb itáliai hidak egyike, nevét a Santa Trinità-templomról kapta.
- Ponte Alle Grazie
- Ponte alla Carraia
- Ponte di San Niccolò